# Kostenets (huyện)
Kostenets là một huyện thuộc tỉnh Sofia, Bungaria. Dân số thời điểm năm 2001 là 15142 người.